# Соли, Татьяна
Татьяна Соли (англ. Tatjana Soli; род. 7 мая 1963) — американская писательница, автор романов и рассказов. Дебютный роман «Пожиратели лотоса» получил мемориальную премию Джеймса Тейта Блэка, стал бестселлером New York Times. Её нехудожественная проза публиковалась в различных изданиях, включая The New York Times Book Review.

## Биография
Соли окончила Стэнфордский университет и Warren Wilson College.
Дебютный роман Соли «Пожиратели лотоса» рассказывает о женщине-фотожурналистке, которая отправляется во Вьетнам освещать войну и влюбляется в эту страну, даже когда она разрывается на части. Роман был опубликован в 2010 году и попал на первую страницу книжного обозрения New York Times. В рецензии Даниэль Труссони пишет: «Беспокойство и борьба Хелен, её осознание того, что „женщина видит войну по-другому“, дают новый и увлекательный взгляд на Вьетнам. Яркие батальные сцены, чувственная романтическая связь и элегантное письмо добавляют удовольствия от „Пожирателей лотоса“».
В «Пожирателях лотоса» использована структура книги, которую отметила Джанет Маслин: «Захватывающий дебютный роман Соли начинается там, где должен заканчиваться… Эта быстрая смена временных рамок оказывается гораздо более соблазнительной, чем простое знакомство с более взрослой и жесткой Хелен».
Роман стал бестселлером New York Times. В 2011 году роман получил Мемориальную премию Джеймса Тейта Блэка, старейшую литературную премию Великобритании. Кроме того, роман стал финалистом книжной премии Los Angeles Times. По роману был снят художественный фильм.
Второй роман «Забытое дерево» (2012) вошёл в список примечательных книг New York Times и стал выбором редакторов NYT. В центре романа — женщина, управляющая цитрусовой фермой своей семьи, и сиделка карибского происхождения, которую она нанимает, чтобы помочь ей справиться с болезнью. Джейн Смайли в рецензии для New York Times пишет: «Дерзкий… захватывающий… Урок, который Соли должна преподать… очень важен для современного мира: даже отдалённое цитрусовое ранчо может стать перекрестком, где сталкиваются культуры, и эти столкновения могут стать судьбоносными для всех, кто в них участвует».
Третий роман Соли, «Последний хороший рай», вошел в список самых ожидаемых книг 2015 года по версии The Millions. Это история пары из Лос-Анджелеса, которая сбегает на эко-курорт в Южном море, чтобы избавиться от проблем. Газета Michigan Daily пишет о ней: «С элегантной прозой, которая может перетекать в поэтические интервалы или острые комментарии, Соли представляет книгу, в которой есть и недостатки, и колоритные персонажи, и роскошные описания блюд (любезно предоставленные главным героем-поваром), и политические интриги. Но под этой прекрасной оболочкой скрывается книга, которая противостоит американскому стремлению к побегу».
Четвёртый роман, The Removes, был опубликован издательством Sarah Crichton Books, Farrar, Straus, & Giroux. Он был назван «Выбором редакции New York Times», включен в лонг-лист премии Chautauqua Prize и стал финалистом премии Willa Award. В романе рассказывается об окончании индейских войн через переплетение судеб генерала Кастера, его жены Либби и девочки-поселенки, взятой в плен. В рецензии, отмеченной звездой, журнал Booklist написал: «Соли рисует суровый портрет насилия, лишений и борьбы, характерных для американского Запада». Журнал True West Magazine назвал роман The Removes лучшей книгой 2019 года. Книга стала финалистом премии High Plains Book Award 2019 года.
Произведения Соли публиковались в различных изданиях, включая The New York Times Book Review, рассказы публиковались в журналах Five Chapters, The Normal School, The Sun, StoryQuarterly, Confrontation, Inkwell Journal, Nimrod, Sonora Review, North Dakota Quarterly, Washington Square Review и Web del Sol.

### Личная жизнь
Она делит своё время между полуостровом Монтерей, Калифорния и Сан-Диего.